# Profi Rádió
A Profi Rádió egy kézdivásárhelyi, helyi lefedettséggel rendelkező kereskedelmi rádió. Adása 2006. augusztus 15-én kezdődött el. Azóta számos szerkezeti változáson és arculatváltáson esett át.

## Bemutatkozás
A 2006. augusztus 15-én indított Profi Rádió kézdi- és orbaiszék leghallgatottabb rádiója. A legutóbbi felmérések szerint hallgatottságuk a teljes lakosság és a célcsoport (18-49) körében is 52-60% között mozog. Céljuk a szórakoztatás, de tájékoztatnak, véleményt és zenei ízlést formálnak.

### Zene
A zene árad belőlük, de nem is akármilyen. Nagy hangsúlyt fektetnek az aktuális slágerekre, de a sokszor "alternatívnak" címkézett magyar zenei csemegéket sem hanyagolják. Mindez minden idők legnagyobb slágereivel egészül ki, melyet retró stílusként kategorizálnak.

### Híradó
Kora reggeltől késő estig minden nap, minden óra 30. percében a Profi Hírszolgálat friss információkkal jelentkezik, melyben sokszor az érintettek önmaguk tájékoztatnak interjúk, riportok formájában. A belföldi hírportálok szemlézésén túl a híradóban a helyi közösséget érintő történésekkel kiemelten foglalkoznak, nem csak résztvevőként, hanem médiapartnerként jelennek meg túlzás nélkül minden helyi rendezvényen, megmozduláson.

### Műsorok
Profi Hírszolgálat-Első kézből. Tisztán és világosan.
A Profi Hírszolgálat helyi, megyei, országos és külföldi információi minden nap 6.30-tól óránként 20.30-ig.
Basszus - Hangosan jó élvezni! Ébredjen rá!
Zenés gondolatébresztés hétfőtől szombatig. Benne: időjárás jelentés, valutaárfolyam, névnapló, eseménynapló, horoszkóp, sajtófigyelő, sportpercek, hirdetések és közérdekű információk.
Mozaik - könnyed déli szórakozás
Minden hétköznap 10-től 12 óráig kultúra, közérdek, minden ami fontos vagy érdekes. Aktuális slágerek és könnyed déli szórakozás. Állandó rovatok: Kultúrkortyok, Zöldhullám stb...
Zenés kívánságműsor
Zenés üzenetek a hallgatók kívánságaival hétfőtől szombatig 13.00-tól 16.00-ig. Sms számuk 0724 94 90 94. Vezetékes telefonszámuk 0267 360 204. Yahoo Messenger azonosító: profiradio.
Koktél - friss zenei infók, új dalok
Háromszék leghallgatottabb aktuálzenei magazinja kedden 16 órától hétről hétre bebizonyítja, hogy létezik minőségi bulvár. A műsort partnerük, a Sláger Rádió is sugározza Sepsiszentgyörgyön. Ismétlésben szombaton 8 órától.
Lemezkalauz - zenei ismeretterjesztés
Albumokon túlívelő zenei ismeretterjesztő csütörtökönként 16 órától, ismétlésben szombaton 17 órától. A műsort partnerük, a Sláger Rádió is sugározza Sepsiszentgyörgyön.
TOP 40 - Szerintünk
Minden szombaton 9 órától duma és értelmetlen fecsegés nélkül játsszák le aktuális zenei toplistájuk legjobb negyven slágerét.
Rádióshow
Minden pénteken 22 órától éjfélig két budapesti műsorvezetővel: UBC-vel és Dance4ever-rel, akik szerint a műsorban nincsenek korlátok és stílusok, a hallgató mindent megkap: amit szeretett, amit szeret és amit szeretni fog.
Zsuffa Péter Jazz Klub
Magyarországi jazz műsor két órában vasárnapként 18.00-tól 20.00-ig.

### A csapat
- Kertész Tibor

hírszerkesztő, műsorvezető, a "család hangja"
- Kelemen Gábor

műsorvezető-szerkesztő, reklámkészítő, "naplopó"
"Jó reggelt, jó rádiózást, jó zenélést!"
- Szőcs Csongor-Ernő

műsorvezető-szerkesztő, hírszerkesztő, "ötletgazda"
"A rádiózás számomra amolyan első gyerek. Korán született és remélem, hogy sokáig, elevenen fog élni."
- Fésüs Árpád

ügyvezető igazgató
- Porczel Beáta

műsorvezető-szerkesztő
- Kovács Botond

irodavezető-reklámügynök